# テラプローブ
テラプローブ(英: Tera Probe)は半導体集積回路のテストを主要な事業とする電気機器製造会社。
現在は台湾の企業である力成科技（PTI）の子会社である。

## 概要
2005年7月26日、エルピーダメモリ（現・マイクロンメモリジャパン）、キングストン・テクノロジー・ジャパン、力成科技及びアドバンテストの4社が、計56億円の出資で合意。同年8月4日に設立され、同年9月の増資で4社合弁となった。同年10月より操業を開始。
広島エルピーダメモリ（現・マイクロンメモリジャパン広島工場）内に「広島事業所」を開設、同社で製造されるDRAMウェハーのテスト事業の請負を主要事業としていた。しかし、順調に推移する受託数量に対し、減少する売上高を背景として本事業は2018年5月1日にマイクロン・テクノロジ傘下のマイクロン ジャパンに譲渡された。また、エルピーダメモリの「開発センター」（現：マイクロンメモリジャパン　橋本サイト）と共に「NEC橋本技術センター」内に拠点を置き、同社からテスト技術等の受託開発を請け負っていたが、エルピーダメモリの経営破綻後の2015年に撤退した。
他方で、2008年9月に力成科技との合弁で晶兆成科技（TPW）を設立したり、2015年10月には会津富士通セミコンダクターとの合弁で会津富士通セミコンダクタープローブを設立し、会津富士通セミコンダクターの完全子会社である会津富士通セミコンダクターウェハーソリューションからウェハーテスト事業を移管した。2017年2月1日には会津富士通セミコンダクタープローブを完全子会社化し、テラプローブ会津へ改称している。
他にも、ロジック製品のファイナルテスト（組立後の集積回路のテスト）や開発委託及びその他のテスト周辺事業や技術開発も事業としている。2011年10月にカシオ計算機から、カシオマイクロニクスの事業を継承したテラミクロスの全株式を取得、完全子会社化することで半導体電子部品の製造も手掛けるようになった。その後、2013年10月1日にテラプローブはテラミクロスを吸収合併して「青梅事業所」としたが、2016年4月1日に旧・テラミクロスのウエハレベルパッケージ部門を分離し、新会社「青梅エレクトロニクス株式会社」を設立し、全株式をアオイ電子に売却した。
2010年12月16日、マザーズに株式公開した。2016年3月時点での持株比率では、筆頭株主であるマイクロンメモリジャパンが39.64%、MSIP CLIENT SECURITIES（力成科技が実質保有）が11.60%で第2位、アドバンテストが8.18%で第3位の株主となっていた。
2017年4月14日に晶兆成科技の合弁相手でもある力成科技が、日本法人の力成科技日本を通じ、金融商品取引法による株式公開買付けを行うことを発表した。テラプローブは、この買付に対して賛同し、本件に応募するか否かについては株主の判断に委ねる旨を表明した。2017年6月5日、力成科技日本は株式公開買付けの結果、議決権所有割合ベースで株式の47.84%を取得。力成科技は自社保有分の11.60%と合算で59.44%の株式を得たことになり、親会社となった。マイクロンメモリジャパンは保有全株式を応募したため、同社及びマイクロン・テクノロジとの資本関係は無くなった。

## 沿革
- 2005年
  - 7月26日 ‐ エルピーダメモリ、キングストン・テクノロジー・ジャパン、力成科技及びアドバンテストの合同出資での設立が合意に至る[R 1][R 2]。
  - 8月4日 ‐ エルピーダメモリ出身の小澤雅英を代表取締役として設立（資本金1000万円）。
  - 9月 ‐ 設立合意に基づく第三者割当増資による増資（資本金56億円）
  - 9月26日 ‐ 産業活力再生特別措置法に基づく『経営資源再活用計画』の認定の取得[R 15]。
  - 10月 ‐ 操業開始。
- 2006年
  - 5月 ‐ 広島事業所にてエルピーダメモリ以外のウェハーテストも開始。
  - 6月7日 ‐ 広島事業所においてISO9001:2000の認証を取得。九州事業所用の土地と建屋を取得。
  - 9月 ‐ 九州事業所にてロジック製品のファイナルテスト事業を開始。
  - 11月 ‐ 九州事業所においてロジック製品のウェハーテストを開始。
- 2007年
  - 1月 ‐ 九州事業所におけてISO9001:2000の認証を取得。
  - 3月 ‐ 本社および開発センターを現在地に移転。
  - 3月30日 ‐ 「経営資源再活用計画」認定の取り消し[R 16]。産業活力再生特別措置法に基づく「事業再構築計画」の認定取得[R 17]。
  - 4月 ‐ 九州事業所にて新棟が竣工。
  - 5月22日 ‐ エルピーダメモリ出身の越丸茂が代表取締役に就任[R 18]。
  - 9月 ‐ 九州事業所新棟が操業を開始。フォームファクターと業務提携契約を締結[R 19]。
  - 12月 ‐ ISO14001:2004及びISO27001:2005の認証取得。
- 2008年
  - 7月30日 ‐ 力成科技とウェハーテストの合弁事業で合意[R 20][R 21]。
  - 9月 ‐ 力成科技との合意に基づき晶兆成科技を設立。
- 2010年12月16日 ‐ マザーズに株式公開。
- 2011年
  - 6月7日 ‐ 九州事業所における工場設備増設のための立地協定の調印[R 22][R 23]。
  - 6月27日 ‐ エルピーダメモリ出身の渡辺雄一郎が代表取締役社長に就任[R 24][R 25][R 26]。これまで社長であった越丸茂は会長に就任。
  - 10月1日 ‐ カシオマイクロニクスの事業を継承したテラミクロスを完全子会社化[R 7]。半導体電子部品製造事業に参入。
- 2012年6月25日 ‐ 越丸茂が会長を退任。
- 2013年10月1日 ‐ テラミクロスを吸収合併し、「青梅事業所」とする[R 8]。
- 2015年
  - 9月17日 ‐ 会津富士通セミコンダクターと合弁事業で合意[R 4]。
  - 10月15日 ‐ 会津富士通セミコンダクターとの合意に基づき、会津富士通セミコンダクタープローブを設立。
- 2016年4月1日 ‐ ウエハレベルパッケージ部門を分離し、新会社・青梅エレクトロニクス株式会社を設立、全株式をアオイ電子に売却[R 9]。
- 2017年
  - 2月1日 ‐ 会津富士通セミコンダクタープローブ（現・テラプローブ会津）を完全子会社化[R 5]。
  - 6月5日 ‐ 力成科技の子会社となり、マイクロンメモリジャパン及びマイクロン・テクノロジとの資本関係が消滅[R 14]。
- 2021年5月1日 ‐ 市場選択制度により、東京証券取引所第二部に市場変更。

## 子会社
- テラプローブ会津
- 晶兆成科技(TPW)